# Estación de Lutry
La estación de Lutry es la principal estación ferroviaria de la comuna suiza de Lutry, en el Cantón de Vaud.

## Situación
Se encuentra ubicada en el noreste del núcleo urbano de Lutry. Cuenta con dos andenes laterales a los que acceden dos vías pasantes. En la comuna existen otras dos estaciones, una situada en la zona oeste de la comuna, La Conversión, y otra en el este, Bossière.
En términos ferroviarios, la estación se sitúa en la línea Lausana - Brig. Sus dependencias ferroviarias colaterales son la estación de Pully hacia Lausana y la estación de Villette en dirección Brig.

## Servicios ferroviarios
Los servicios ferroviarios de esta estación están prestados por SBB-CFF-FFS.

### RER Vaud
La estación forma parte de la red de trenes de cercanías RER Vaud, que se caracteriza por trenes de alta frecuencia que conectan las principales ciudades y comunas del cantón de Vaud. Por ella pasan dos líneas de la red:
- S 1 Yverdon-les-Bains - Lausana - Vevey - Montreux - Villeneuve.
- S 3 Allaman - Morges - Lausana - Vevey - Montreux - Villeneuve.